# 류삼영
류삼영(柳三榮, 1964년 10월 9일 ~)은 대한민국의 경찰공무원, 정치인이며 현재 더불어민주당 서울특별시당 동작구 을 지역위원장을 역임하고 있다.

## 학력
- 건국중학교 졸업
- 대동고등학교 졸업
- 경찰대학 학사
- 동아대학교 경찰법무대학원 경찰법학 석사
- 동아대학교 대학원 형사법학 박사

## 경력
- 부산지방경찰청 과학수사계장
- 부산지방경찰청 폭력계장
- 부산지방경찰청 광역수사대장
- 부산지방경찰청 수사2계장
- 경남지방경찰청 홍보담당관
- 부산지방경찰청 수사2과장
- 부산연제경찰서장
- 부산지방경찰청 112종합상황지원실장
- 부산지방경찰청 외사과장
- 부산영도경찰서장
- 부산지방경찰청 청문감사관
- 부산광역시경찰청 반부패경제범죄수사대장
- 울산중부경찰서장
- 울산광역시경찰청 경무기획정보화장비과 근무
- 울산광역시경찰청 치안지도관
- 경상남도경찰청 112치안종합상황실 상황팀장
- 2024년 3월~: 더불어민주당 서울특별시당 동작구 을 지역위원회 위원장
- 2024년 10월~: 더불어민주당 국민안전살리기 본부장
- 2024년 10월~: 더불어민주당 서울특별시당 소상공인위원장

## 역대 선거 결과
| 실시년도 | 선거   | 대수 | 직책     | 선거구         | 정당         | 득표수   | 득표율          | 순위 | 당락 | 비고 |
| -------- | ------ | ---- | -------- | -------------- | ------------ | -------- | --------------- | ---- | ---- | ---- |
| 2024년   | 총선   | 22대 | 국회의원 | 서울 동작구 을 | 더불어민주당 | 53,395표 | \| \| 45.98% \| | 2위  | 낙선 |      |
|          | 45.98% |      |          |                |              |          |                 |      |      |      |